# Blott en dag
För andra betydelser, se Blott en dag (olika betydelser).
Blott en dag är en psalm av Lina Sandell (1832–1903) skriven 1865 och fick en lättare textbearbetning 1872. Från början hade varje rad en stavelse mindre (En dag, ett ögonblick i sänder), men detta ändrades av författarinnan själv för att texten skulle harmoniera med melodin av Oscar Ahnfelt från 1872. Ursprungligen lydde en textrad i första versen "Han som har mer än moders hjärta" men efter påtryckningar från kritiker byttes orden ut mot "han som bär för mig en faders hjärta".
Psalmen är en av de sånger som är vanliga vid jordfästningar i Sverige.

## Översättningar
Texten finns i en översättning till engelska av Andrew L. Skoog (Day by day, and with each passing moment). Country-artisten Don Redmon har skrivit en egen engelsk text till melodin med titeln "Never got a chance to say goodbye".
Av psalmen finns flera översättningar till finska. Författaren till den äldsta finska översättningen "Päivä vain, se mua lohduttaapi, hetkinen vain yksi kerrallaan..." är okänd.  Till skillnad från Sandells psalm Bred dina vida vingar från 1860, blev inte Blott en dag publicerad i 1921 års tillägg. Psalmen kom till den finska psalmboken i Finland 1986 och dess text är bearbetad av Niilo Rauhala. Den finns med nummer 338 "Päivä vain ja hetki kerrallansa".
Christopher Andersson Bång skrev en ny text till melodin som han kallade för "Själen på en galge" och gav ut på albumet Segervittring från 2021.

## Inspelningar
- Einar Ekberg med orkester 1951. Den utgavs till 78-varvaren Odeon D 6298.
- Curt & Roland 1965 i Oslo på Norsk grammofonkompani. B-sidan av skivan hade en instrumentalversion av Jag har hört om en stad.
- Anna-Lena Löfgren 1972 på hennes skiva Nu tändas tusen juleljus.
- Samuelsons 1974 på albumet Sånger vi gärna minns.[2]
- Carola Häggkvist 1998 på albumet "Blott en dag". Denna version behöll originaltexten.[3]
- Freddie Wadling 1999 på albumet En salig samling. Inspelningen spelades upp på hans begravning.[4]

## Publicerad i
- Hemlandssånger 1891, som nr 346 under rubriken "Kärleken".
- Nya Pilgrimssånger 1892 som nr 284 under rubriken "Trygghet, glädje och tröst".
- Metodistkyrkans psalmbok 1896, som nr 91 under rubriken "Guds försyn och ledning".
- Herde-Rösten 1892 som nr 236 under rubriken "En dag i sender".
- Svensk söndagsskolsångbok 1908 som nr 214 under rubriken "Guds barns trygghet".
- Svenska Missionsförbundets sångbok 1920 som nr 339 under rubriken "Guds barns trygghet".
- Psalmisten 1922, som nr 419
- Svensk söndagsskolsångbok 1929 som nr 139 under rubriken "Guds barns glädje och trygghet".
- Svensk söndagsskolsångbok 1929 som nr 139 under rubriken "Jubel, erfarenhet och vittnesbörd".
- Musik till Frälsningsarméns sångbok 1930 som nr 224
- Segertoner 1930 som nr 350
- Sionstoner 1935 som nr 429 under rubriken "Nådens ordning: Trosliv och helgelse".
- Guds lov 1935 som nr 404 under rubriken "Morgon och afton".
- 1937 års psalmbok som nr 355 under rubriken "Trons vaksamhet och kamp".
- Tempeltoner 1938 som nr 87 i ett sångarrangemang för solo och blandad kör av Elsa Eklund
- Pilgrimstoner 1957 som nr 305 (Fribaptistsamfundets förlag)
- Segertoner 1960 som nr 350
- Psalmer för bruk vid krigsmakten 1961 som nr 355  verserna 1-3.
- Frälsningsarméns sångbok 1968 som nr 365 under rubriken "Det Kristna Livet - Erfarenhet och vittnesbörd".
- Cantarellen 1984 som nr 6.
- Den svenska psalmboken 1986 som nr 249 under rubriken "Förtröstan - trygghet".
- Svensk psalmbok för den evangelisk-lutherska kyrkan i Finland 1986 nr 391 under rubriken "Tro och trygghet"
- Lova Herren 1988 som nr 21 under rubriken "Guds godhet och fadersomsorg".
- Sångboken 1998 som nr 5
- Lust och fägring stor svensk film 1995 som 118:40
- Hela familjens psalmbok 2013 som nummer 181 under rubriken "Tårar och skratt".[5]